# Jennie Kastein
Jeanette Hermine Kastein –conocida como Jennie Kastein– (Ámsterdam, 24 de enero de 1913-Zwolle, 20 de octubre de 1968) fue una deportista neerlandesa que compitió en natación. Ganó una medalla de plata en el Campeonato Europeo de Natación de 1931 en la prueba de 200 m braza.

## Palmarés internacional
| Campeonato Europeo | Campeonato Europeo | Campeonato Europeo | Campeonato Europeo |
| Año                | Lugar              | Medalla            | Prueba             |
| ------------------ | ------------------ | ------------------ | ------------------ |
| 1931               | París (Francia)    | Medalla de plata   | 200 m braza        |